# アエシャ・レティイイガ
アエシャ・レティイイガ（Ayesha Leti-I'iga、1999年1月3日 - ）は、ニュージーランドの女子ラグビー選手。

## プロフィール
- ニュージーランド・タウランガ出身[1]。
- ポジションはウィング(WTB)。
- 身長 168cm、体重 70kg
- 女子ニュージーランド代表キャップは17（2022年11月現在）。

## 略歴
2022年、ラグビーワールドカップ2021の女子ニュージーランド代表に選ばれて、ブラックファーンズ2大会連続優勝に貢献。